# 1677 Tycho Brahe
1677 Tycho Brahe è un asteroide della fascia principale. Scoperto nel 1940, presenta un'orbita caratterizzata da un semiasse maggiore pari a 2,532119 UA e da un'eccentricità di 0,106942, inclinata di 14,858176° rispetto all'eclittica. Ha un diametro di 11,784 km, un periodo di rotazione di 3,848 ore e un'albedo di 0,221.
Fa parte della famiglia di asteroidi Maria.
L'asteroide è dedicato al celebre astronomo danese Tycho Brahe.